# Jerzy Aleksander Lubomirski
Jerzy Paweł (Aleksander) Lubomirski  herbu Szreniawa bez Krzyża (ur. 1666, zm. 14 października 1735 w Warszawie) – wojewoda sandomierski w latach 1729–1735, oboźny koronny (dworski) w latach 1703–1729, starosta sądecki w latach 1687-1735, starosta jahorlicki i makarowski.
Był najstarszym synem starosty sądeckiego i perejasławskiego Aleksandra i Katarzyny Anny z Sapiehów. Jego ojciec zmarł młodo w 1675. Duży wpływ na bratanka miał stryj Hieronim Augustyn. W 1694 zaprezentował się na dworze królewskim, już jako starosta sądecki. Na elekcji w 1697 roku opowiedział się za księciem Conti Franciszkiem Ludwikiem, ale potem pogodził się z Augustem II. Poseł na sejm 1701 roku i sejm z limity 1701-1702 roku z województwa krakowskiego. 
W 1704 starał się powstrzymać elekcję Stanisława Leszczyńskiego, ale spóźnił się ze swoimi wojskami na pole elekcyjne. Po śmierci stryja, w 1706 przeszedł na stronę przeciwną. Pozostał przeciwnikiem Augusta II także po jego restauracji. Wielokrotnie posłował na sejmy z województwa sandomierskiego. 9 maja 1729 został wojewodą sandomierskim pozostając w opozycji do króla.
Poseł z województwa sandomierskiego na sejm 1718 roku. Poseł na sejm z limity 1719/1720 roku z województwa sandomierskiego. Był posłem ziemi wieluńskiej na sejm 1720 roku. Był posłem na sejm 1724 roku z województwa sandomierskiego. Był członkiem konfederacji generalnej zawiązanej 27 kwietnia 1733 roku na sejmie konwokacyjnym.
Był dwukrotnie żonaty z Joanną Startzhausenówną i Teresą Anielą z Michowskich. Z pierwszego małżeństwa miał córkę Annę Karolinę oraz synów Stanisława i Józefa.

## Wywód przodków
| 4. Jerzy Sebastian Lubomirski |  |                              |  |  |                                |
|                               |  | 2. Aleksander Lubomirski     |  |  |                                |
| 5. Konstancja Ligęzianka      |  |                              |  |  |                                |
|                               |  |                              |  |  | 1. Jerzy Aleksander Lubomirski |
| 6. Paweł Jan Sapieha          |  |                              |  |  |                                |
|                               |  | 3. Katarzyna Anna z Sapiehów |  |  |                                |
| 7. Anna Barbara Kopeć         |  |                              |  |  |                                |
|                               |  |                              |  |  |                                |